# Natalco Airlines
Natalco Airlines was tot 2009 een luchtvaartmaatschappij uit Congo-Brazzaville met haar thuisbasis in Pointe Noire. 

## Diensten
Natalco Airlines voerde lijnvluchten uit naar:(mei 2007)
- Brazzaville, Dubai.

## Vloot
De vloot van Natalco Airlines bestond uit: (mei 2007)
- 1 Ilyushin Il-62
- 1 Antonov AN-12BP